# FLIRT-3 XL
De FLIRT-3 XL is een trein van het type FLIRT van de Zwitserse fabrikant Stadler.
De trein is van het merk Abellio, een dochteronderneming van de Nederlandse Spoorwegen. De trein rijdt in Duitsland sinds december 2019 met de nieuwe dienstregeling.